# Sherry Ortner
Sherry Beth Ortner (19 de setembro de 1941) é uma antropóloga cultural americana e é professora de antropologia da UCLA desde 2004.

## Vida
Ortner cresceu em uma família judia em Newark, Nova Jérsia, e frequentou a Weequahic High School, assim como Philip Roth e Richie Roberts. Ela recebeu seu BA da Bryn Mawr College em 1962. Ela então estudou antropologia na Universidade de Chicago com Clifford Geertz e obteve seu doutorado em antropologia em 1970 por seu trabalho de campo entre os xerpas no Nepal.
Ela lecionou no Sarah Lawrence College, na Universidade de Michigan, na Universidade da Califórnia em Berkeley, na Universidade de Columbia e na Universidade da Califórnia, em Los Angeles. 
Ortner foi casada anteriormente com Robert Paul, um antropólogo cultural agora na Universidade Emory; e para Raymond C. Kelly, Professor Emérito de Antropologia da Universidade de Michigan. Ela é atualmente casada com Timothy D. Taylor, professor de Etnomusicologia e Musicologia na Universidade da Califórnia em Los Angeles (UCLA).[carece de fontes?]

## Realizações
Ela fez um extenso trabalho de campo com os xerpas do Nepal, sobre religião, política e envolvimento dos xerpas no montanhismo do Himalaia. Seu último livro sobre os xerpas, Life and Death on Mt. Everest, recebeu o Prêmio JI Staley de melhor livro de antropologia de 2004.
No início da década de 1990, Ortner mudou o foco de sua pesquisa para os Estados Unidos. Seu primeiro projeto foi sobre os significados e o funcionamento da "classe" nos Estados Unidos, usando sua própria turma de formandos do ensino médio como temas etnográficos. Seu livro mais recente trata da relação entre os filmes de Hollywood e a cultura americana. Ela também publica regularmente nas áreas de teoria cultural e teoria feminista.[carece de fontes?]
Sherry Ortner recebeu uma bolsa MacArthur "Genius" em 1990. Em 1992, ela foi eleita membro da Academia Americana de Artes e Ciências. Ela foi premiada com a Medalha Retzius da Sociedade Sueca de Antropologia e Geografia.
Ortner é um conhecida proponente da teoria prática. Ela não se concentra na reprodução da sociedade, mas centra-se na ideia de "jogos sérios", na resistência e transformação dentro de uma sociedade. Ela formou suas ideias enquanto trabalhava com xerpas. Ela está preocupada com as restrições dominantes da compreensão cultural dentro das culturas, subversivas à ideia de cultura como sendo simplesmente reproduzida. Atores jogam com habilidade em um jogo de vida com poder e desigualdade. Vendo a estrutura social como uma espécie de arena esportiva, jogando um jogo da vida no campo, e que as regras são ditadas pela estrutura da sociedade. Mas um é um agente livre, não precisa seguir as regras. Pode-se quebrar as regras da vida. Isso resulta em um ser levado ou resulta na mudança das regras e limites por esta ação. Ortner se concentra nas questões de resistência e transformação.[carece de fontes?]

## Escritos
- (1974) "Is female to male as nature is to culture?" pp. 67–87 in Woman, Culture, and Society, edited by M. Z. Rosaldo and L. Lamphere. Stanford, CA: Stanford University Press. (inglês)
- (1978) Sherpas through their Rituals. Cambridge: Cambridge University Press. (em inglês)
- (1981) Sexual Meanings: The Cultural Construction of Gender and Sexuality (co-edited with Harriet Whitehead). Cambridge: Cambridge University Press. (em inglês)
- (1984) "Theory in Anthropology Since the Sixties." Comparative Studies in Society and History 26(1):126-166. (em inglês)
- (1989) High Religion: A Cultural and Political History of Sherpa Buddhism. Princeton, NJ: Princeton University Press. (em inglês)
- (1995) Resistance and the Problem of Ethnographic Refusal. Comparative Studies in Society and History 37(1):173-193 (em inglês)
- (1996) Making Gender: The Politics and Erotics of Culture. Boston: Beacon Press. (em inglês)
- (1999) Life and Death on Mount Everest: Sherpas and Himalayan Mountaineering. Princeton, NJ: Princeton University Press. (em inglês)
- (1999) (ed.) The Fate of "Culture": Geertz and Beyond. Berkeley, CA: University of California Press. (em inglês)
- (2003) New Jersey Dreaming: Capital, Culture, and the Class of '58. Durham, NC: Duke University Press[2] (em inglês)
- (2006) Anthropology and Social Theory: Culture, Power, and the Acting Subject. Durham, NC: Duke University Press. (em inglês)
- (2013) Not Hollywood: Independent Film at the Twilight of the American Dream. Durham, NC: Duke University Press. (em inglês)

Artigos e capítulos de livros traduzidos para o português
- Está a mulher para o homem assim como a natureza para a cultura? In: ROSALDO, Michelle e LAMPHERE, Louise. A Mulher, a cultura, a sociedade. Rio de Janeiro: Paz e Terra, 1979.
- Poder e projetos: reflexões sobre a agência. In: Grossi M. P.; Eckert C.; Fry P. H. (org.). Conferências e diálogos: saberes e práticas antropológicas. Goiania: Nova Letra, 2007. ISBN 978-85-7682-205-9[6]
- Teoria na antropologia desde os anos 60. Mana, vol.17, n.2, 2011[7]

- Sobre o neoliberalismo. Sociabilidades Urbanas – Revista de Antropologia e Sociologia, v. 4, n. 11, 2020.
- A antropologia sombria e seus outros: Teoria desde os anos oitenta. Sociabilidades Urbanas – Revista de Antropologia e Sociologia, v4, n11, p. 27-50, 2020

Entrevistas
- A máquina de cultura: de Geertz a Hollywood. Mana, 13(2), 2007[8]
- Entrevista com Sherry Ortner. Cadernos Pagu, (27), 427–447.[9]